# Mořic z Windisch-Grätze
Mořic z Windisch-Graetze/Windisch-Grätze (německy Moriz von Windisch-Graetz, 1587 – 10. února 1643) byl rakouský šlechtic svobodný pán z Windisch-Graetze (dnes Slovenj Gradec ve Slovinsku).

## Původ
Narodil se jako syn svobodného pána Jana II. z Windisch-Graetze (1561–1589) a jeho manželky, ovdovělé Alžběty z Ernau. Byl vnukem svobodného pána Jakoba II. z Windisch-Graetze (1524–1577). Měl bratra Jana Linharta (1589–1650).
V roce 1682 byli jeho synové povýšeni do hraběcího stavu. Rod byl povýšen do knížecího stavu 18. května 1822.

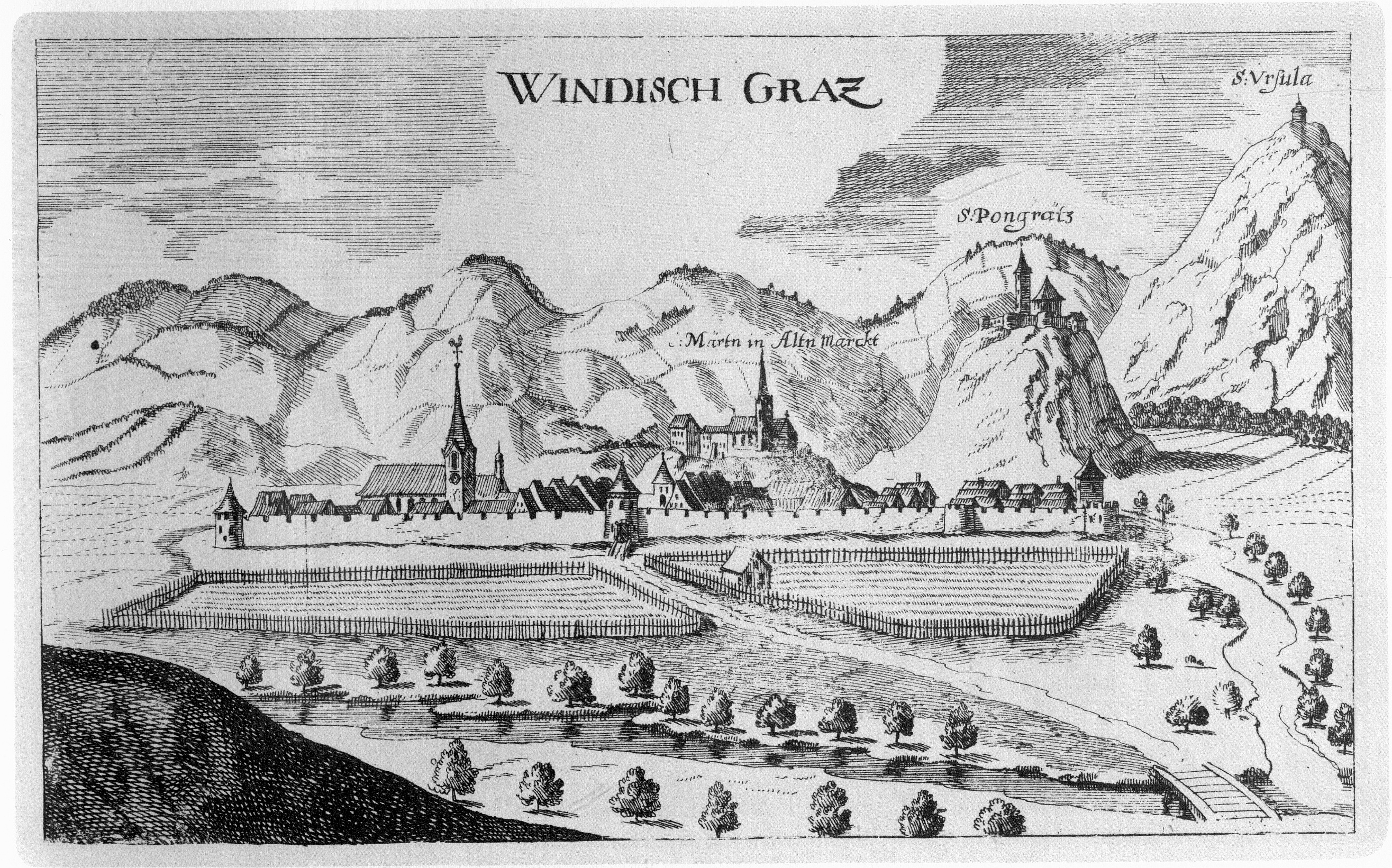
Windisch-Graz/Slovenj Gradec (kolem roku 1681)

### Manželství a potomsto
Mořic z Windisch-Graetze se v roce 1619 oženil s Alžbětou z Lichtenštejna-Murau, dědičkou Seltenheimu v Korutanech (pokřtěna 5. prosince 1599 – asi 1650), dcerou Zikmunda z Lichtenštejna a Seltensheimu († 1614) a jeho ženy Alžběty Grieserové († po 1616). Z jejich manželství se narodilo 12 dětí:  
- Jan Jakub († 29. listopadu 1682), hraběcí titul od roku 1682, 23. června 1658 se oženil s Eleonorou Marií z Vischeru
- Jan Adam (zemřel mladý)
- Benigna
- Alžběta
- Jan Arnošt I. († 6. května 1669/1701), povýšen na hraběte v roce 1682, 28. ledna 1657 se oženil se Barborou Terezií z Kaisersteinu († 1723)
- Jan Jiří, duchovní
- Jan Bedřich († 1689), ženatý od roku 1656 s Barborou Zuzanou Strasserovou z Neudecku; měl syna:
  - hrabě Jiří Ludvík (1657 – 1700)
- Jan Zikmund (zemřel mladý)
- Kryštof Mořic (zemřel mladý)
- Jan Vilém
- Anna Marie († asi 24. listopadu 1652), provdaná za svobodného pána Ferdinanda z Vischeru
- Magdalena, provdaná nejprvé 1650 za svobodného pána Bernarda z Kulmeru, poté za svobodného pána Jakuba z Neuhausu